# Türkisch-Amerikaner

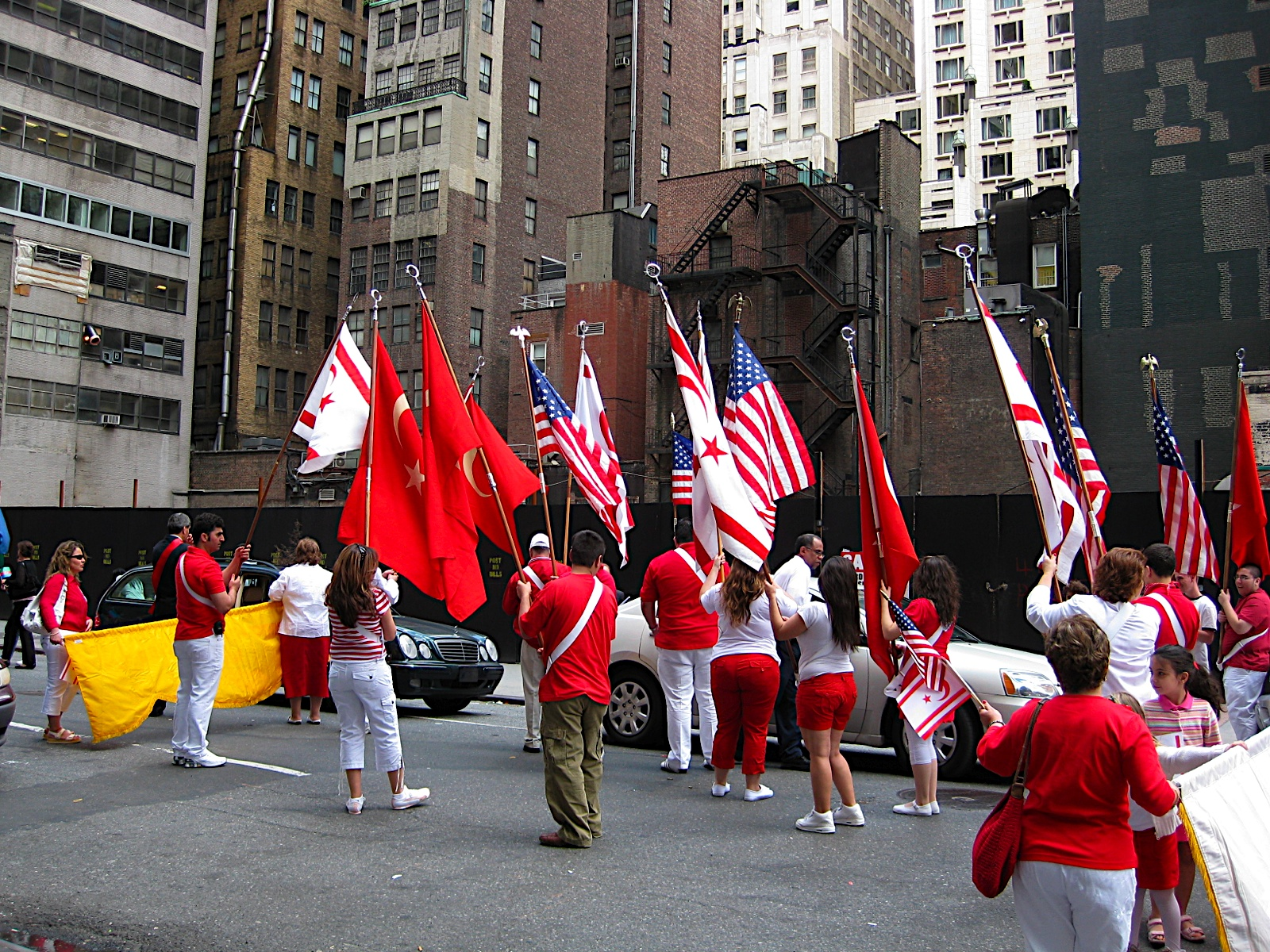
Türkische Amerikaner

Türkische Amerikaner (auch Türkisch-Amerikaner oder Turko-Amerikaner; englisch Turkish American, türkisch Amerikalı Türkler oder ABD Türkleri) sind Einwohner und Bürger der Vereinigten Staaten türkischer Herkunft.
Insgesamt gibt es gemäß der Volkszählung von 2000 189.640 türkische Amerikaner. Zusammen mit Menschen genealogischer Herkunft aus der Türkei oder dem Osmanischen Reich sind über 500.000 Menschen türkische Amerikaner in den USA.
Die Bundesstaaten mit den größten Anteilen an türkisch-amerikanischen Einwohnern sind New York City Metropolitan Area, New Jersey, North Carolina, Wisconsin, Ohio, Illinois, Indiana, Florida, Maryland, Kalifornien und Texas. Die Regierungsangaben über Einwanderung sind allerdings nicht komplett verlässlich, da eine beträchtliche Zahl an Türken in den Balkanstaaten oder in der Sowjetunion geboren wurde.
Türkisch-Amerikaner sprechen zumeist Türkisch oder Amerikanisches Englisch als Muttersprache; viele, vor allem die aus älteren Generationen, sind auch des Kurdischen, Armenischen, Pontosgriechischen, Aramäischen, Judenspanisch oder Lasischen als Muttersprache neben Türkisch und Englisch mächtig. Türkisch-Amerikaner sind zumeist Muslime, der Anteil an Aleviten, türkischen Christen und türkischen Juden ist allerdings deutlich höher als in der Türkei.

## Geschichte

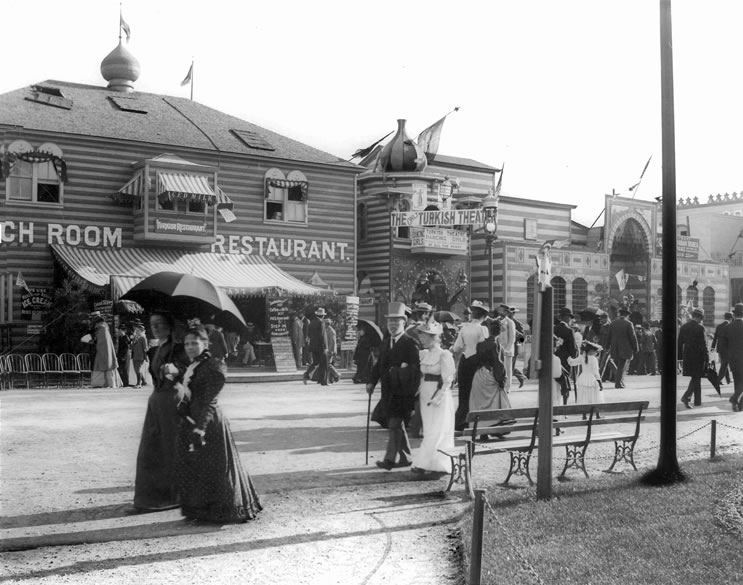
Das Türkische Dorf bei der Weltkolumbianischen Ausstellung – auch bekannt als The Chicago World's Fair im Jahre 1893

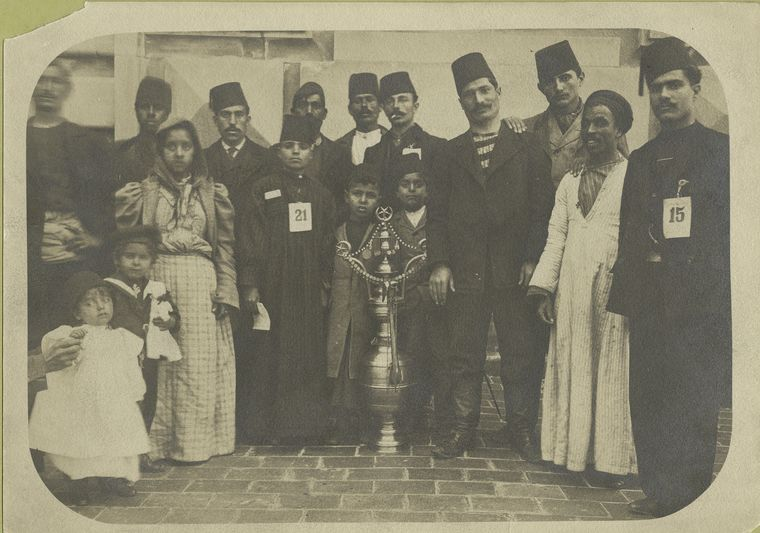
Eine Gruppe von Einwanderern, die meisten tragen das osmanische Fès und umgeben ein großes Gefäß, das mit einem Stern und dem Halbmond-Symbol des Islam und der osmanischen Türken dekoriert ist, 1902–1913

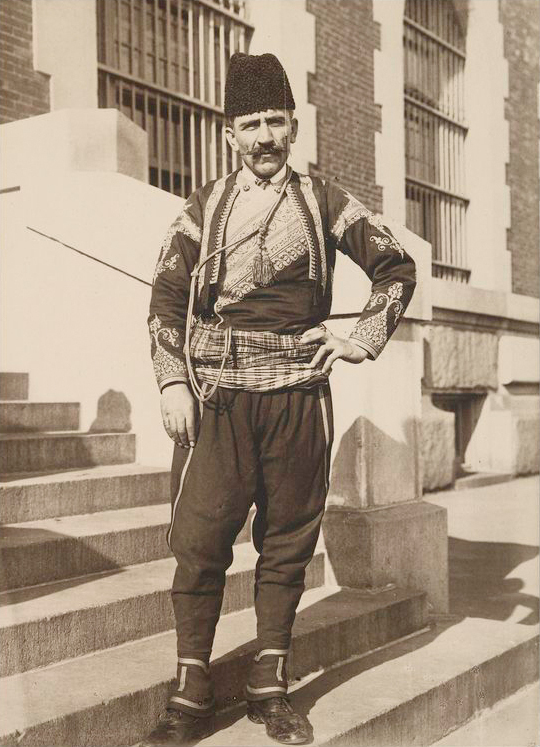
Ein türkischer Einwanderer in New York 1912

### Einwanderung aus dem Osmanischen Reich
Von den 1820er Jahren bis 1920 wanderten über 1,2 Millionen Menschen aus dem Osmanischen Reich nach Nordamerika ein. Etwa 15 % (knapp 200.000) dieser Einwanderer waren Muslime, einschließlich über 50.000 ethnischer Türken. Viele ethnische Türken aus Harput, Elazığ, Akçadağ, Antep und Makedonien ließen sich für die USA aus Beirut, Mersin, Izmir, Trabzon und Saloniki einschiffen, bezeichneten sich aber selbst als Syrer oder sogar als Armenier, um Diskriminierungen zu vermeiden und einen einfacheren Zugang zum Eingangshafen zu erhalten. An der Wende zum 20. Jahrhundert wanderten sowohl ethnische Türken als auch Angehörige anderer ethnischer Gruppen, darunter Albaner, Pontosgriechen, Bulgaren, Rumänen, Ukrainer, Armenier, Georgier, Serben, Bosnier, sephardische Juden und arabische Christen in die USA aus und siedelten sich in den Industriestädten des Nordostens und Mittleren Westens des Landes an.
Die größte Zahl ethnischer Türken reiste vor dem Ersten Weltkrieg in die Vereinigten Staaten ein, etwa zwischen 1900 und 1914, als die amerikanische Einwanderungspolitik sehr liberal war. Der Eintritt des Osmanischen Reiches in den Ersten Weltkrieg setzte der osmanischen Einwanderung in die Vereinigten Staaten zunächst ein Ende. Allerdings wanderte dennoch eine große Zahl ethnischer Türken aus den Balkanprovinzen Albanien, dem Kosovo, Westthrakien und Bulgarien in die USA ein. Sie wurden später aber als Albaner, Bulgaren und Serben entsprechend ihren späteren Herkunftsländern aufgelistet, obwohl viele von ihnen ethnische Türken waren und sich selbst als solche identifizierten. Nach 1915 kamen aufgrund der Griechenverfolgungen im Osmanischen Reich, dem Völkermord an den Armeniern und dem Völkermord an den Aramäern besonders viele osmanische Staatsbürger aus den nordöstlichen und südöstlichen Provinzen des osmanischen Reiches in die USA. Diese waren zumeist Kriegsflüchtlinge und flohen vor den Massakern an Aramäern, Pontosgriechen und Armeniern in ihren Heimatgebieten. Weiterhin hatten viele Einwandererfamilien, die ethnisch Albaner, Bulgaren, Griechen, Mazedonier oder Serben waren, ein Kind türkischer Herkunft, deren Eltern getötet wurden, nachdem Makedonien zwischen Bulgarien, Serbien und Griechenland nach dem Balkankrieg 1912–1913 aufgeteilt wurde. Diese Kinder wurden behütet, getauft und adoptiert, und nachher als Feldarbeiter ausgebeutet. Noch bevor die Zieheltern nach Amerika auswandern mussten, wurden diese Kinder als Familienmitglieder aufgelistet, aber viele dieser türkischen Kinder erinnerten sich noch weiterhin an ihre Abstammung.
Anfangs waren die meisten aus der Türkei stammenden Migranten, die in die Vereinigten Staaten kamen, ländlich geprägt, Analphabeten und arm, aber sie zeigten einen auffallenden Grad an ethnischer Solidarität und strebten danach, ihre Traditionen nicht vollständig verloren zu geben. Sie zählten eher zu niederen Einkommensklassen, und ihr Hauptziel war es, so viele Jahre wie möglich irgendeiner Arbeit nachzugehen, um Teil des Landes zu werden und genug Geld zu sparen, um Land und Häuser in ihrem Herkunftsland zu kaufen. Die Zahl der Rückwanderer unter osmanischen Türken in den USA war relativ hoch; knapp die Hälfte der muslimischen Türkisch-Amerikaner wanderte in ihr Herkunftsland zurück.

### Einwanderung aus der Republik Türkei
Nach dem Bekanntwerden der alliierten Okkupation von Istanbul 1918 und der königlich-griechischen Okkupation von Smyrna 1919 brachen in den USA Kämpfe zwischen Türken und Griechen in Fabriken und auf Straßen aus, was dazu führte, dass über die Hälfte der türkisch-amerikanischen Gemeinschaft aus den Vereinigten Staaten in die Türkei auswanderte. Viele von ihnen wollten zudem beim Türkischen Befreiungskrieg für die Unabhängigkeit ihres Ursprungslandes kämpfen.
In den 1920er Jahren kamen wiederum hunderte türkischer Einwanderer, einschließlich Araber aus der Levante als Landarbeiter in die Täler Kaliforniens und Arizonas. Allerdings ereignete sich während der Großen Depression ein zweiter Exodus von Türken. Der türkische Präsident Mustafa Kemal Atatürk entsandte türkische Schiffe nach Amerika und bot jedem ethnischen Türken, der das Land verlassen wollte, eine freie Schiffsfahrt in die Türkei; viele Türken nahmen das Angebot an und reisten in die Türkei aus. Ein Faktor, der Türkisch-Amerikaner dazu nötigte, in die Türkei auszuwandern, war das Fehlen muslimischer Frauen, um in den Vereinigten Staaten zu heiraten. Die große Mehrheit der türkischen Einwanderer zu dieser Zeit waren Männer; nur wenige brachten ihre Frauen und Familien mit. Die Türken, die nichtmuslimische Frauen heirateten, wurden in die amerikanische Kultur assimiliert und daher war die Zahl der Türkisch-Amerikaner, die in den USA ihre Kultur als Türkeitürken beibehielten, sehr gering. Andere, die einen gewissen Grad ethnischer Identität beibehielten, erfuhren das gleiche, da sie nur kleine eigene Gemeinschaften mit provisorischen Moscheen bilden konnten. Nur gebildetere und daher persönlichkeits- und willensstärkere Zuwanderer konnten ihre eigene Identität als Türken behalten. Viele Türken, die aus den frühen Zeiten des neuen Nationalstaats der Republik Türkei einwanderten, sahen die USA als kulturell fremd an, wohin sie durch schieres Elend getrieben wurden und wo sie nur so lange wie nötig bleiben wollten. Daher lehnten sie den Bau von Moscheen und damit das Schlagen dauerhafter Wurzeln ab. Da die neue Republik Türkei unter Mustafa Kemal eine laizistische Republik war, bildeten türkische Einwanderer nun oft auch keine muslimisch-religiösen Gemeinschaften mehr. Bereits zu Beginn des Ersten Weltkrieges begann die ethnische Identität der Türken sich von der islamischen Basisidentität zu unterscheiden. Dennoch war es schwer zu verstehen, wie man Türke und Muslim sein konnte und in einem vorherrschend christlichen Land leben konnte.
Eine andere Welle der türkischen Einwanderung kam während des Zweiten Weltkrieges, als die Vereinigten Staaten den Alien Registration Act verabschiedeten. Danach wanderten insbesondere Türken aus der Elite, Akademiker und Spezialisten in die Vereinigten Staaten wegen besserer Bildungschancen und wirtschaftlicher Vorteile ein (Talentabwanderung). Gemeinsam mit diesen Einwanderern ließen sich viele Türken aus der Arbeiterschicht in den USA nieder, da nach dem Zweiten Weltkrieg die meisten türkischen Einwanderer vorwiegend aus den ländlichen Regionen der Türkei kamen. Sie siedelten sich in großen Industriestädten an und fanden Beschäftigung als ungelernte Arbeitskräfte. Die Mehrheit kam, um ihre Familien in der Türkei wirtschaftlich zu unterstützen, da die Wirtschaft in der Türkei ernstlich unter den Folgen des letzten Weltkrieges litt, auch wenn die Türkei ein westalliierter Staat geblieben war, der sich nicht an den Kampfhandlungen beteiligt hatte. Nach den 1950er Jahren kam eine hoch qualifizierte Gruppe von Einwanderern in die Vereinigten Staaten, zumeist Ärzte, Ingenieure und Wissenschaftler. Heutzutage sind türkische Amerikaner in jeder Gemeinschaft und Gesellschaftsschicht vertreten.

## Demografie

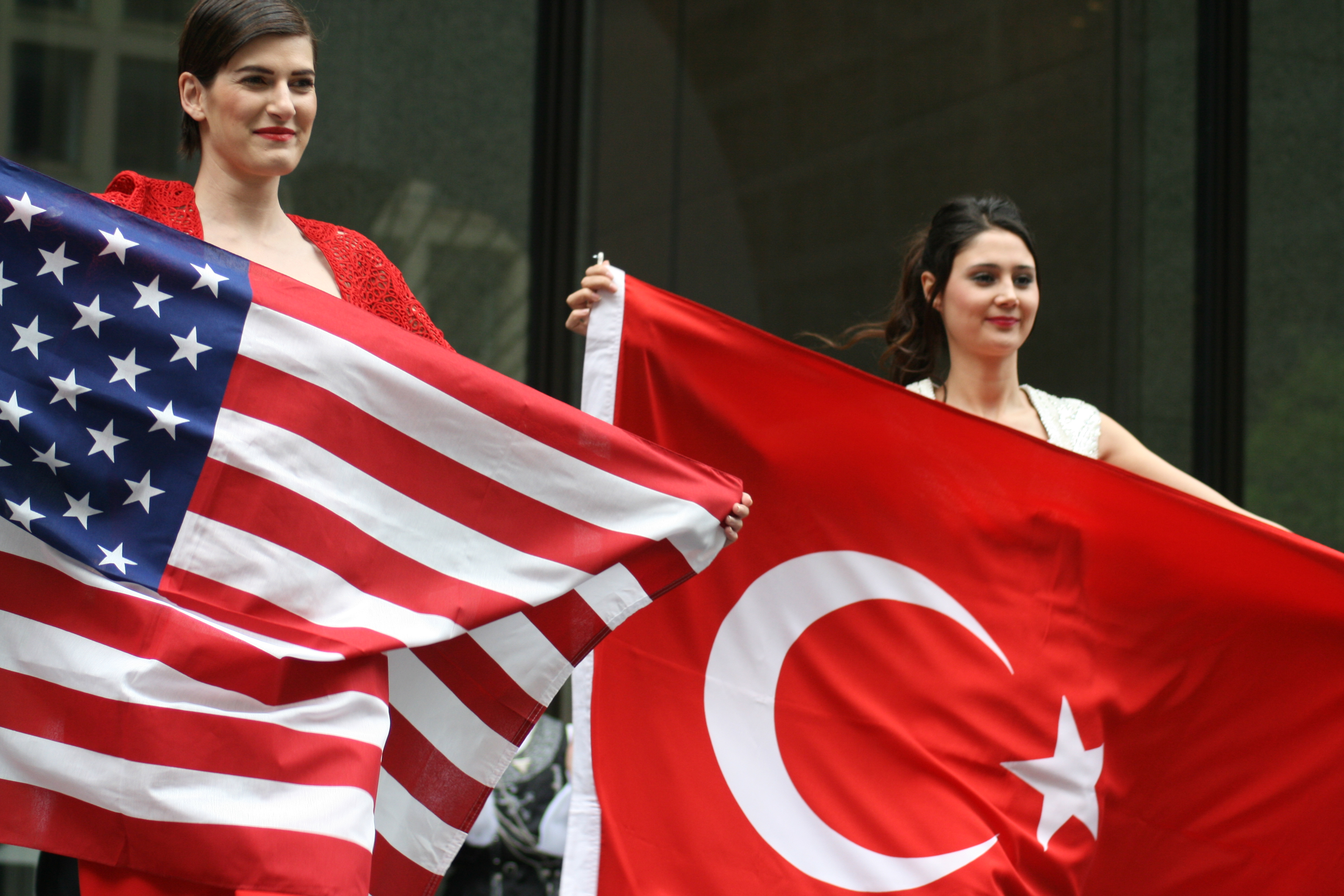
Türkische Amerikaner halten die Flaggen der Vereinigten Staaten und der Türkei.

Nach Angaben der Volkszählung in den Vereinigten Staaten von 2000 gibt es 117.575 Amerikaner türkischer oder teilweise türkischer Herkunft; gemäß der Amerikanischen Gemeinschafts-Umfrage 2005 wurden 164.945 ermittelt. Seit Beginn der türkischen Einwanderung haben sich viele Türkischamerikaner vor allem in großen städtischen Zentren niedergelassen. Die meisten Türkischamerikaner siedelten in Paterson (New Jersey) und der New York City Metropolitan Area, sowie in Boston, Chicago, Detroit und Philadelphia. Andere Konzentrationen von Türkischamerikanern finden sich entlang der Ostküste in New York, New Jersey, Connecticut, Maryland und Virginia; einige sind auch nach Kalifornien (speziell Los Angeles), Minnesota, Indiana, Texas, Florida und Alabama eingewandert.
Die US-Städte mit dem größten Anteil an Menschen mit türkischer Herkunft im Jahre 2000 sind:
| Gemeinschaft           | Ortstyp   | Türkischamerikaner |
| ---------------------- | --------- | ------------------ |
| Islandia, NY           | Dorf      | 2,5 %              |
| Edgewater Park, NJ     | Gemeinde  | 1,9 %              |
| Fairview, NJ           | Bezirk    | 1,7 %              |
| Golden’s Bridge, NY    | Ort       | 1,6 %              |
| Point Lookout, NY      | Ort       | 1,4 %              |
| Marshville, NC         | Stadt     | 1,4 %              |
| Boonton, NJ            | Stadt     | 1,3 %              |
| Bellerose Terrace, NY  | Ort       | 1,3 %              |
| Cliffside Park, NJ     | Bezirk    | 1,3 %              |
| Franksville, WI        | Ort       | 1,3 %              |
| Ridgefield, NJ         | Bezirk    | 1,3 %              |
| Chester, OH            | Gemeinde  | 1,3 %              |
| Bay Harbor Islands, FL | Stadt     | 1,2 %              |
| Herricks, NY           | Ort       | 1,2 %              |
| Barry, IL              | Großstadt | 1,2 %              |
| Cloverdale, IN         | Stadt     | 1,2 %              |
| Highland Beach, FL     | Stadt     | 1,2 %              |
| Friendship Village, MD | Ort       | 1,2 %              |
| New Egypt, NJ          | Ort       | 1,1 %              |
| Delran, NJ             | Gemeinde  | 1,1 %              |
| Trumbull County, Ohio  | Gemeinde  | 1,1 %              |
| Summit, IL             | Dorf      | 1,1 %              |
| Haledon, NJ            | Bezirk    | 1,0 %              |

## Bekannte Türkisch-Amerikaner
- Daron Acemoğlu, Ökonom
- Janet Akyüz Mattei, Astronomin
- Albert Jean Amateau, Rabbiner
- Asim Orhan Barut, Physiker
- Selin Sayek Böke, Wirtschaftswissenschaftlerin und Politikerin
- Ahmet Ertegün, Musikproduzent
- Nesuhi Ertegün, Musikproduzent
- Ayda Field, Schauspielerin
- Enes Kanter, Basketballspieler
- Muhtar Kent, Wirtschaftsmanager
- Arif Mardin, Musikproduzent
- Mehmet Oz, Kardiologe und Fernsehpersönlichkeit
- Aziz Sancar, Nobelpreisträger (Chemie)
- Vamık Volkan, Psychiater und Psychoanalytiker
- Hamdi Ulukaya, Unternehmer und Mäzen
- Muzaffer Şerif, Sozialpsychologe
- Cenk Uygur, Radio- und Internetmoderator und politischer Aktivist. Er moderiert regelmäßig die News-Talkshow „The Young Turks“

## Bibliografie
- Koser Akcapar: Turkish Associations in the United States: Towards Building a Transnational Identity. In: Şebnem Köșer Akçapar, Gökçe Yurdakul (Hrsg.): Turkish Identity Formation and Political Mobilization in Western Europe and North America (= Turkish Studies. Band 10, Nr. 2). Routledge Taylor & Francis Group, Abingdon, Oxfordshire 2009, S. 165–193, doi:10.1080/14683840902863996.
- Mustafa Aydın, Çağrı Erhan (Hrsg.): Turkish-American Relations. Past, Present and Future. Routledge, London u. a. 2004, ISBN 0-7146-5273-3.
- Kemal H. Karpat: The Turks in America. Historical Background: From Ottoman to Turkish Immigration. In: Kemal H. Karpat: Studies on Turkish Politics and Society. Selected Articles and Essays (= Social, Economic and Political Studies of the Middle East and Asia. Band 94). Brill, Leiden u. a. 2004, ISBN 90-04-13322-4, S. 612–638.
- Ilhan Kaya: Turkish-American Immigration History and Identity Formations. In: Journal of Muslim Minority Affairs. Band 24, Nr. 2, 2004, S. 295–308, doi:10.1080/1360200042000296672.
- Ilhan Kaya: Identity and Space: The Case of Turkish Americans. In: Geographical Review. Band 95, Nr. 3, 2005, S. 425–440, doi:10.1111/j.1931-0846.2005.tb00374.x.
- Ilhan Kaya: Identity across Generations: A Turkish American Case Study. In: The Middle East Journal. Band 63, Nr. 4, 2009, S. 617–632.
- N. Brent Kennedy, Robyn Vaughan Kennedy: The Melungeons. The Resurrection of a proud People. An untold Story of ethnic Cleansing in America. 2., revised, and corrected edition. Mercer University Press, Macon GA 1997, ISBN 0-86554-516-2.
- Rey Koslowski (Hrsg.): International Migration and the Globalization of Domestic Politics (= Routledge Research in Transnationalism. Band 10). Routledge, London u. a. 2005, ISBN 0-415-25815-4.
- Roberta Micallef: Turkish Americans: Performing Identities in a Transnational Setting. In: Journal of Muslim Minority Affairs. Band 24, Nr. 2, 2004, S. 233–241, doi:10.1080/1360200042000296636.
- John Powell: Turkish Immigration. In: John Powell: Encyclopedia of North American Immigration. Facts On File, New York NY 2005, ISBN 0-8160-4658-1, S. 297–298.
- Eren Tatari: Turkish-American Muslims. In: Edward E. Curtis IV (Hrsg.): Encyclopedia of Muslim-American History. Band 2. Facts On File, New York NY 2010, ISBN 978-0-8160-7575-1, S. 550–552.
- Wayne Winkler: Walking toward the Sunset. The Melungeons of Appalachia. Mercer University Press, Macon GA 2005, ISBN 0-86554-869-2.

### Weiterführende Literatur
- Gulizar Bahar Otcu: Language maintenance and identity construction in a Turkish Saturday school in New York City. New York NY 2009, (New York NY, Teachers College – Columbia University, Doctoral Dissertation, 2009). Abgerufen am 5. April 2015.
- Gulizar Otcu: Language Maintenance and Cultural Identity Construction. A Linguistic Ethnography of Discourses in a Complementary School in the US. VDM Verlag Dr. Müller, Saarbrücken 2010, ISBN 978-3-639-24564-6.